# Le Chalet de la Forêt
Le Chalet de la Forêt is een restaurant met twee Michelinsterren in de Belgische gemeente Ukkel. De chef-kok is Pascal Devalkeneer.

## Geschiedenis
Devalkeneer opende dit restaurant op zijn verjaardag in december 1999. Het is gevestigd in een villa aan de rand van het Zoniënwoud. Hij begon te werken in de keuken op zijn 19e jaar, nadat hij voor zijn studies gebuisd was. Op aanraden van zijn vader nam hij later deze villa over om er zijn eigen restaurant te beginnen.

### Waardering
In november 2007 kreeg het restaurant de eerste Michelinster in de Michelingids voor 2008. In november 2011 viel de tweede ster met de verschijning van de gids voor 2012.
In de gids van GaultMillau kreeg het in 2001 een notatie van 15 op 20; vanaf de gids voor 2002 heeft het restaurant een notatie van 16 op 20, in latere jaren steeg die notatie naar 17.5 op 20.